# Dougaloplus libera
Dougaloplus libera är en ormstjärneart som först beskrevs av Jean Baptiste François René Koehler 1907.  Dougaloplus libera ingår i släktet Dougaloplus och familjen trådormstjärnor. Inga underarter finns listade i Catalogue of Life.